# Barzy-sur-Marne
Barzy-sur-Marne è un comune francese di 395 abitanti situato nel dipartimento dell'Aisne della regione dell'Alta Francia.

## Società

### Evoluzione demografica
Abitanti censiti